# Slaget vid Kvistrum
Slaget vid Kvistrum, äldre Affären vid Kviström, kallas det slag som stod vid Kviström i Bohuslän den 29 september 1788.

## Bakgrund
I samband med Gustav III:s ryska krig började norska trupper under ledning av prins Karl av Hessen i slutet av september 1788 att från Norge tåga ned genom Bohuslän i riktning mot Göteborg. Orsaken var den att Danmark-Norge vid denna tid hade en försvarspakt med Ryssland. I Sverige kom dessa operationer att gå under benämningen Teaterkriget.
Vid den strategiskt viktiga bron över Örekilsälven, vid Kvistrum nära Munkedal, utkämpades krigets mest omfattande strider.

## Slaget

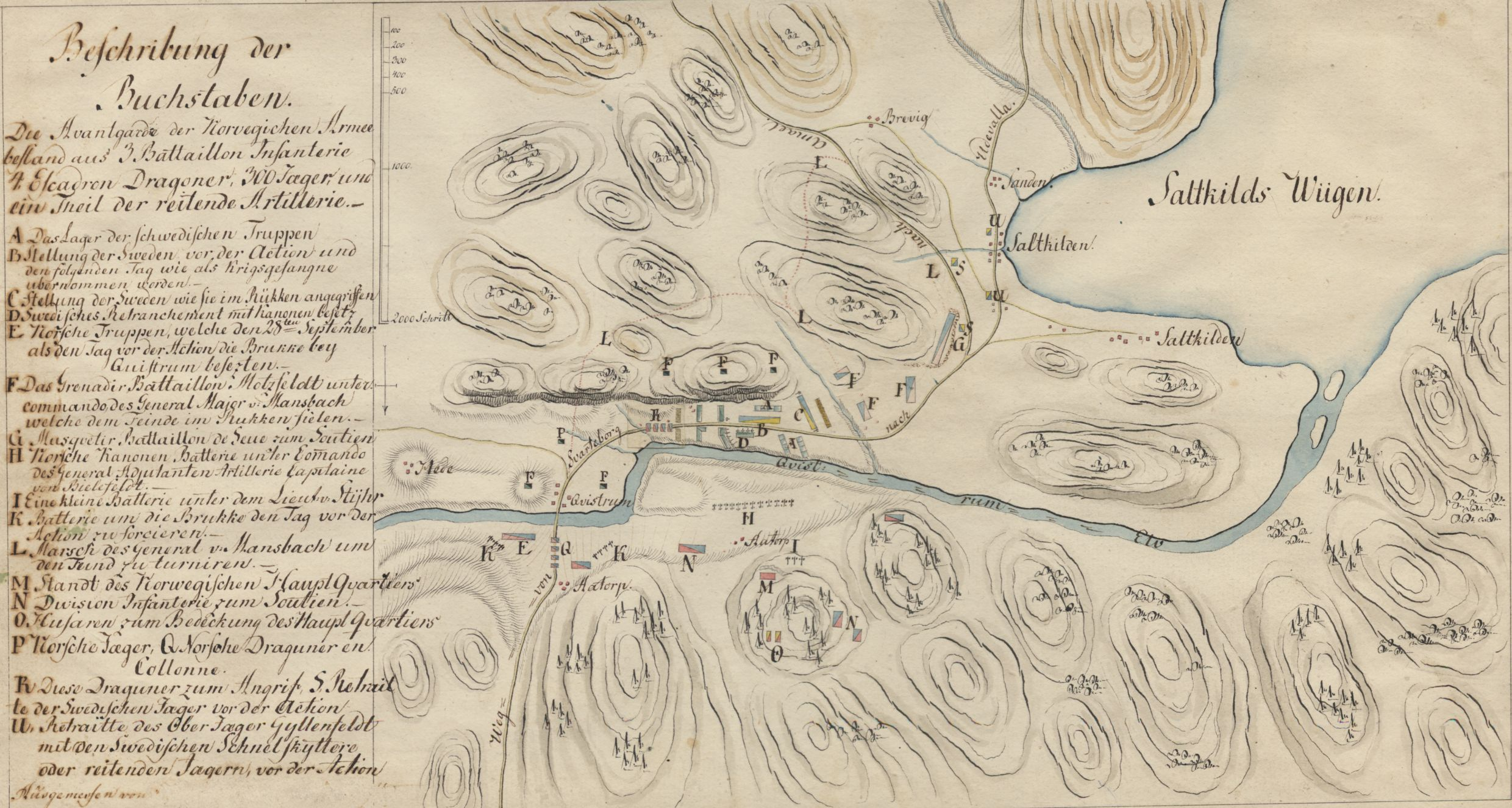
Karta över slagfältet vid Kvistrum 1788, sett från väster. Källa:Krigsarkivet.

Överste Jan Verner Tranefelt gav, efter det att han fått veta nyheten om det Norska infallet i Bohuslän, order till en 350 man stor truppstyrka att marschera mot fienden. Eftersom styrkan visade sig vara för liten för att konfrontera fienden så begav man sig till byn Kviström i Munkedal.
Där förskansade man sig och inväntade förstärkningar. Styrkan hade vid denna tidpunkt växt till 900 man och 6 artilleripjäser.

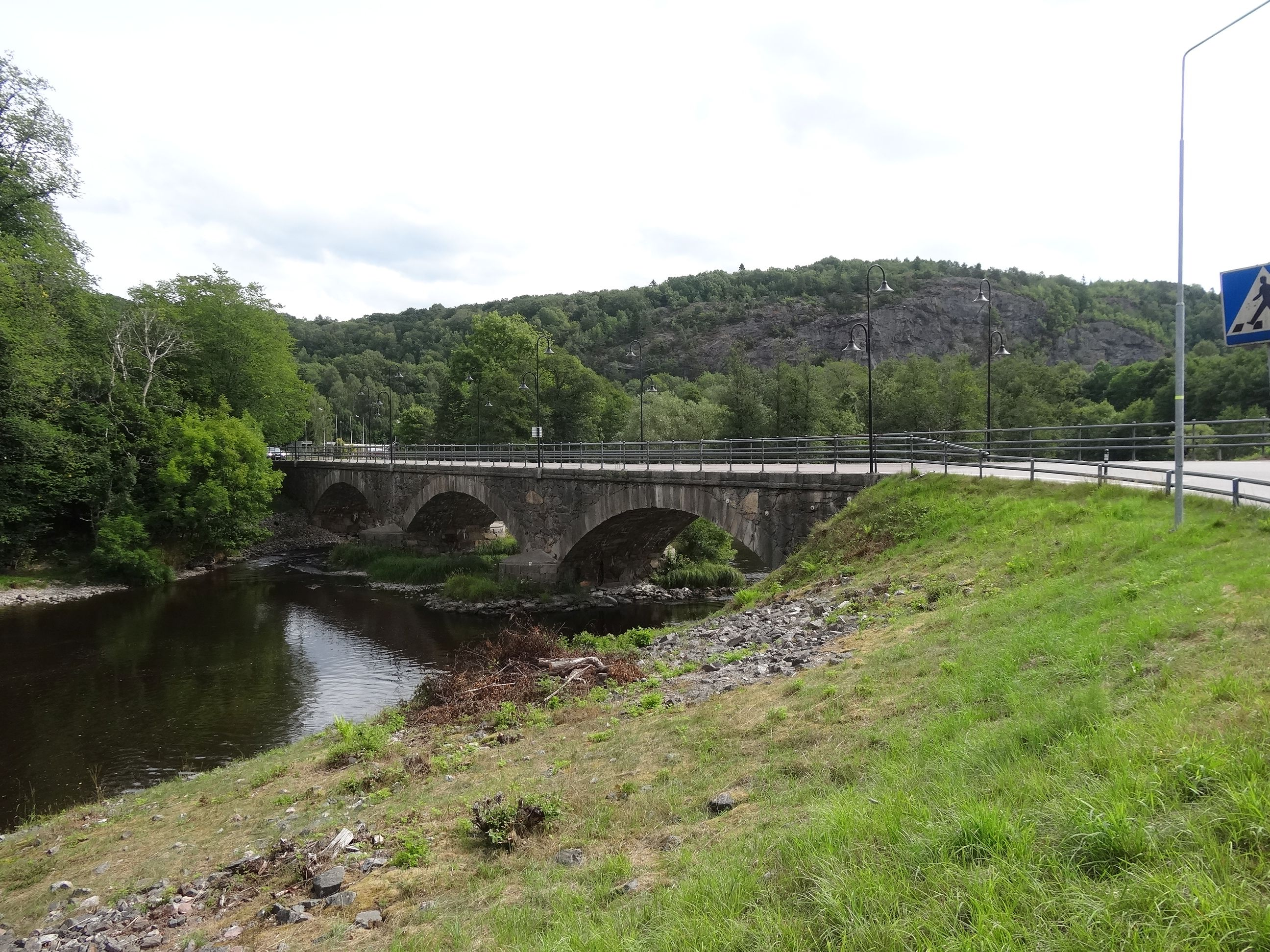
Kvistrums bro, Munkedal, sedd från nordväst.

Men i stället för att besätta den gamla Kvistrums skans på östra sidan av Kvistrums bro, lät Tranefelt förleda sig av överstelöjtnant Funck, som ansågs mycket hemmastadd på orten, och uppförde en liten förskansning i södra delen av passet, omkring 900 meter söder om bron, som inte ens kunde ses från detta ställe. Bron blev inte uppriven, och inte heller åbyggnaderna vid Kvistrum blev uppbrända. 

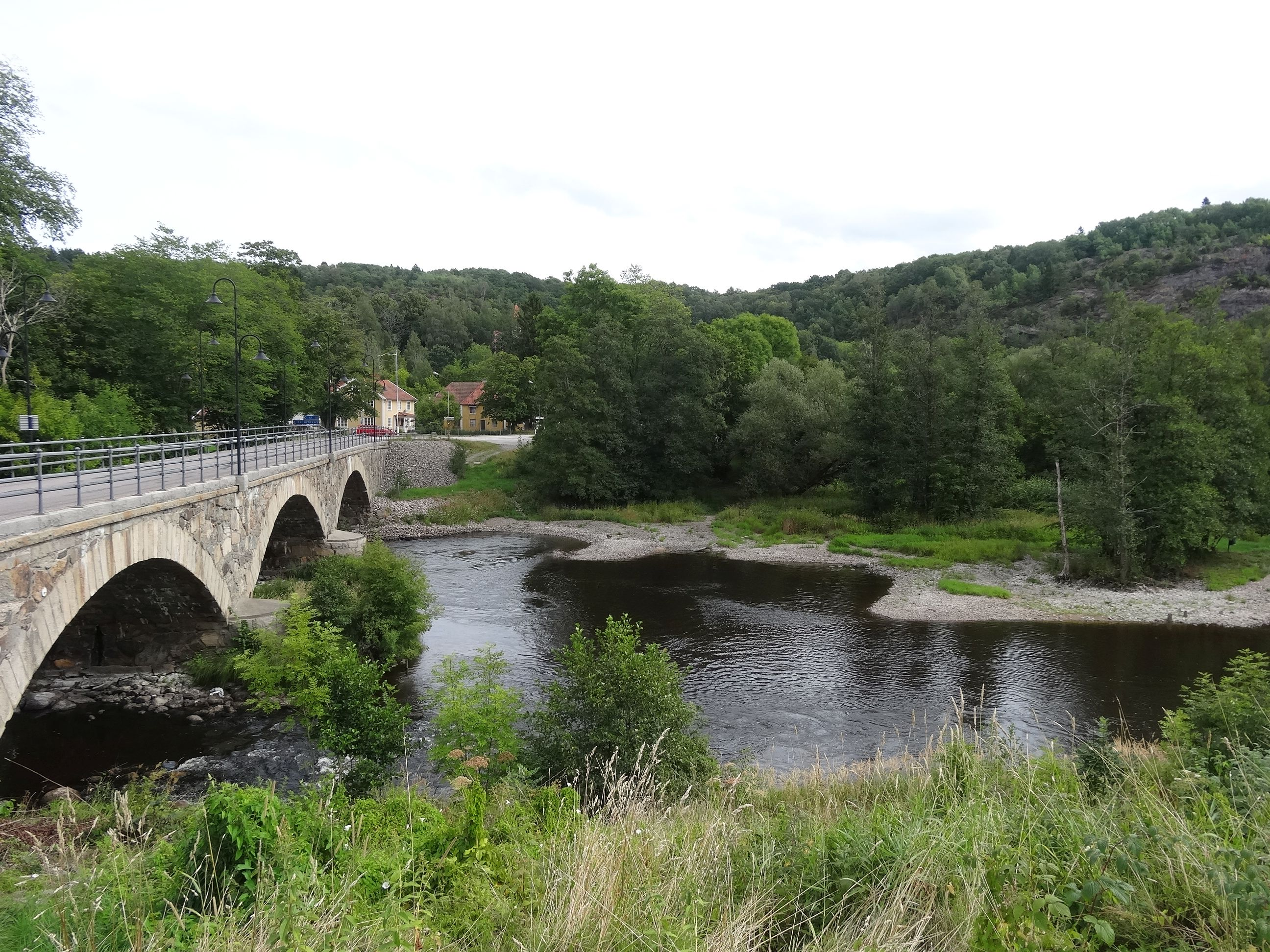
Kvistrums bro, sedd från sydväst.

Den 29 september blev svenskarna kringränd av en, under generalmajor Mansbachs ledning cirka 1 000 man stor styrka. Vid samma tid anföll den norsk huvudstyrkan i fronten. Den norska styrkan fick utan något motstånd passera bron och besätta passets omgivningar på ömse sidor om älven, så att svenskarna inom kort fann sig kringrända och måste möta fienden från två sidor. Efter en kortare strid kapitulerade Tranefelt och hans trupp och måste ge sig till fångna (tillsammans 806 man). De flesta frigavs dock på villkor att inte mer delta i kriget, men gevär, kanoner och tross förklarades för fiendens byte.

## Konsekvenser av slaget
Efter det vunna slaget marscherade de norska trupperna vidare ner mot Göteborg. Storbritannien gick in och medlade i konflikten, och de norska trupperna begav sig därefter hem igen marscherande genom Bohuslän. Vid denna tid satte höstregnen in på allvar och den norska armén tvingades att frusna och hungriga plocka lingon för att överleva. Därför fick detta fälttåg i Norge eftermälet Tyttebärskriget (svenska "Lingonkriget"). Många soldater dog under denna marsch. Av de 10 000 soldater som deltog i detta fälttåg dog 1 000-1 500 av sjukdomar men endast 5 stupade i strid.

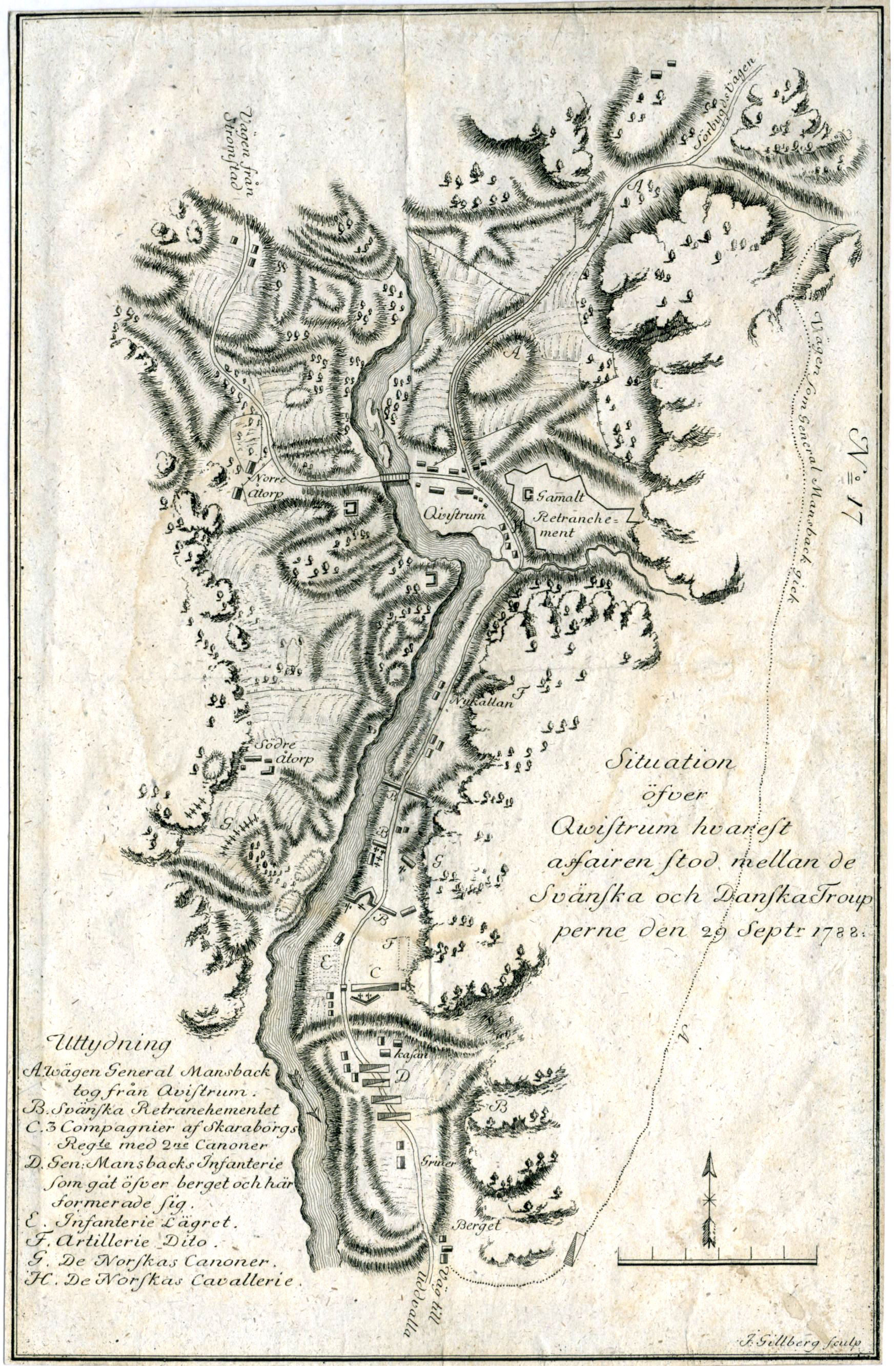
Samtida karta över slagfältet vid Kvistrum 1788. Källa Krigsarkivet.

Misstankar om förräderi riktades mot Tranefelt och hans officerare och särskilt mot Funck, som ansågs ha väglett fienden. Undersökning hölls inför krigsrätt, som dömde Tranefelt till 2 års och Funck till 1 års avsättning samt överstelöjtnant Friesendorff, vilken som parlamentär antagit fiendens kapitulationsvillkor, till mistning av tjänst och lön under 9 månader. Dessa straff skärptes av Kunglig Majestät år 1790 ytterligare, så att alla tre blev avsatta och ålagda att betala kostnaderna i målet.